# Telesp Celular
Telesp Celular foi a empresa operadora de telefonia celular do sistema Telebras no estado de São Paulo, subsidiária da Telecomunicações de São Paulo S/A (TELESP). Após ser privatizada manteve a mesma denominação até 2003, quando passou a se chamar Vivo.

## Origem

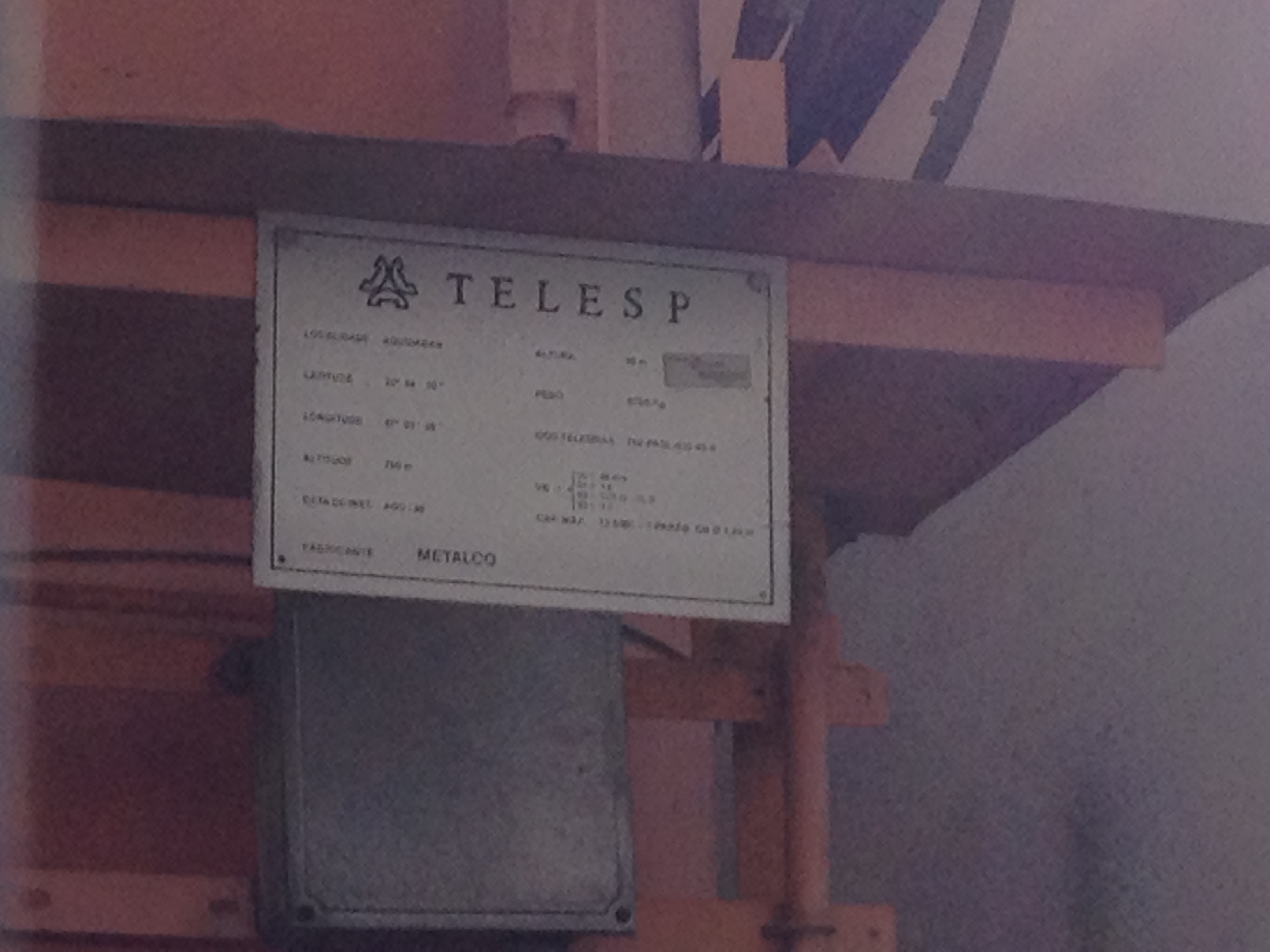
Placa de informação de antena de rede de telefonia celular.

Inicialmente uma superintendência dentro da Telesp, começou as operações em 06 de agosto de 1993 no sistema analógico, época em que a telefonia celular ainda estava se instalando no país, sendo designada para a implantação e operação do sistema de telefonia celular numa área de concessão que envolvia 620 municípios.
Permaneceu como subsidiária da Telesp até o processo de privatização realizado em julho de 1998.
Pouco antes da privatização, a Telesp Celular consagrou-se como a maior operadora da América Latina, implantando em tempo recorde a telefonia celular no estado, atendendo na época cerca de 1,141 milhão de assinantes em 371 municípios.

## Privatização
Para o controverso processo de privatização do sistema Telebrás em julho de 1998, a Telesp e a Telesp Celular passaram por cisão. A primeira, passou ao controle da Telefônica; a segunda, foi adquirida pela Portugal Telecom.
No ano de 2000, a composição acionária da Telesp Celular era a seguinte:
- 44,78%: Portugal Telecom
- 40,22%: Portelcom (74,20% Portugal Telecom; 25,8% Ptelcom)

Em 2000 a Telesp Celular assumiu a operação celular da Centrais Telefônicas de Ribeirão Preto (CETERP), que havia sido adquirida pela   Telefónica em leilão realizado em dezembro de 1999. Em julho de 2001, a Telesp Celular operava em 470 municípios da sua área de atuação, então com 622 municípios.
Posteriormente a Portugal Telecom, numa ação de joint-venture, uniu seus ativos com a Telefónica Mobile, e juntas criaram em 2003 a Vivo.
Em 2005, ocorreu uma reestruturação societária que transformou a Telesp Celular Participações em Vivo Participações, que extinguiu e incorporou a Tele Leste, a Tele Sudeste, a Tele Centro Oeste Celular (adquirida em 2003) e CRT (adquirida em 1996), companhias sob controle da Telefónica.

### Tecnologia utilizada
Em 1998, meses antes da privatização, começou a implantação do sistema digital, com a utilização do sistema CDMA (IS-95), utilizado pela operadora pelo restante de sua existência. Sua sucessora, a Vivo, manteve essa tecnologia em operação até novembro de 2012.

### Market share
Em 2003, a Telesp Celular detinha um market share de 66% em sua área de atuação.

### Promoções
Entre as promoções realizadas pela Telesp Celular destacam-se três: em 1999, o produto Baby, o celular inteligente, que buscou a incorporação de um mercado que à época (1999) ainda não possuía acesso à telefonia celular através de um produto pré-pago, sem assinatura e de baixo custo.
No mesmo ano foi lançado o Peg & Fale, com um sistema recarregável, no qual era pago um determinado valor à vista e depois o restante em recargas mensais, sendo que este valor depois seria revertido em créditos ao usuário. Em 2001, o Peg & Fale foi segmentado, de modo a agradar os torcedores de futebol de seis times paulistas (Corinthians, Palmeiras, São Paulo, Santos, Guarani e Ponte Preta), com a criação do Peg & Fale Gol, com modelos de celulares nas cores e com o escudo dos clubes.

## Área de cobertura
A Telesp Celular operava na Banda A, em praticamente todo o estado de São Paulo, com exceção de 23 municípios na região de Franca, cuja operação era de responsabilidade da Companhia de Telecomunicações do Brasil Central (CTBC-Celular, hoje Algar Telecom Celular).
Apesar de utilizarem bem antes da telefonia fixa os códigos de área 012 ao 019, as áreas básicas de mobilidade da telefonia celular (compatíveis com as áreas de tarifação da telefonia fixa) tinham seus próprios prefixos, ainda que com o mesmo código DDD.
As séries iniciais de prefixos utilizadas eram a 97x e 98x, sendo depois utilizadas as séries 96x e 99x, e por fim a 93x (somente na área 011), todas compostas de três dígitos.
A partir de 1996 começaram a ser alterados os prefixos de telefones celulares na área 011 para quatro dígitos, utilizando a série de prefixos 99xx, sendo os primeiros prefixos de celular com quatro dígitos no Brasil.
| Área de mobilidade        | DDD | Prefixos |
| ------------------------- | --- | --- |
| 11-São Paulo              | 011 | - 970, 971, 972, 973, 974, 975, 976, 977, 978, 979 - 980, 981, 982, 983, 984, 985, 986, 987, 988, 989 - 990, 991, 992, 995, 996 - 930, 931, 932, 933, 934, 935, 936, 937, 938, 939 |
| 123-São José dos Campos   | 012 | - 971, 972, 973, 978, 979 - 963, 964 |
| 124-Caraguatatuba         | 012 | - 974, 975 |
| 122-Taubaté               | 012 | - 981, 982, 983, 984 |
| 125-Guaratinguetá         | 012 | - 985, 986, 987 |
| 132-Santos                | 013 | - 971, 972, 973, 974, 978, 979 - 981, 982, 983, 984, 985, 986, 987 - 961 |
| 138-Registro              | 013 | - 975 |
| 142-Bauru                 | 014 | - 971, 972 - 991, 992 - 968 |
| 146-Jaú                   | 014 | - 973, 978 |
| 147-Avaré                 | 014 | - 974 |
| 149-Botucatu              | 014 | - 975, 976 |
| 143-Ourinhos              | 014 | - 982, 983 |
| 144-Marília               | 014 | - 984, 986, 987 - 961 |
| 145-Lins                  | 014 | - 985 |
| 152-Sorocaba              | 015 | - 971, 972, 974, 977, 978 - 982, 985, 986 |
| 155-Itapeva               | 015 | - 975, 976 |
| 166-Ribeirão Preto        | 016 | - 971, 972, 973 |
| 167-Franca                | 016 | - 974, 976 |
| 162-Araraquara            | 016 | - 981, 982, 983, 984 |
| 163-Jaboticabal           | 016 | - 985, 986 |
| 172-São José do Rio Preto | 017 | - 971, 972, 974 - 991 |
| 173-Barretos              | 017 | - 973 |
| 175-Catanduva             | 017 | - 975, 976, 977 |
| 174-Votuporanga           | 017 | - 981, 984 |
| 176-Jales                 | 017 | - 985 |
| 182-Presidente Prudente   | 018 | - 971, 972, 973 |
| 183-Assis                 | 018 | - 975, 976 |
| 186-Araçatuba             | 018 | - 981, 983, 986 |
| 187-Andradina             | 018 | - 982 |
| 189-Adamantina            | 018 | - 984 |
| 188-Dracena               | 018 | - 985 |
| 192-Campinas              | 019 | - 971, 972, 973, 974, 978, 979 - 990, 991, 992, 993, 994, 995, 996, 997, 998 - 961, 962, 963, 964, 965                                                                             |
| 196-São João da Boa Vista | 019 | - 975, 976, 977 |
| 194-Piracicaba            | 019 | - 981, 982, 983, 987, 988, 989 - 966, 968 |
| 195-Rio Claro             | 019 | - 984, 985, 986 - 967, 969 |

Posteriormente, com a popularização do celular, a numeração teve que ser ampliada. Assim, quando o sistema digital começou a ser implantado em todo o estado em 1998, passaram a ser utilizadas nas áreas 012 a 019 as séries de prefixos 960x e 970x. 
Entre os anos 2000 e 2001 os prefixos das áreas 012 a 019 que ainda possuíam três dígitos foram alterados para quatro dígitos, dentro da série 97xx.
A partir daí as áreas de mobilidade passaram a abranger todos os municípios com o mesmo código DDD, deixando de existir a compatibilização delas com as áreas de tarifação da telefonia fixa.